# Arne Aas

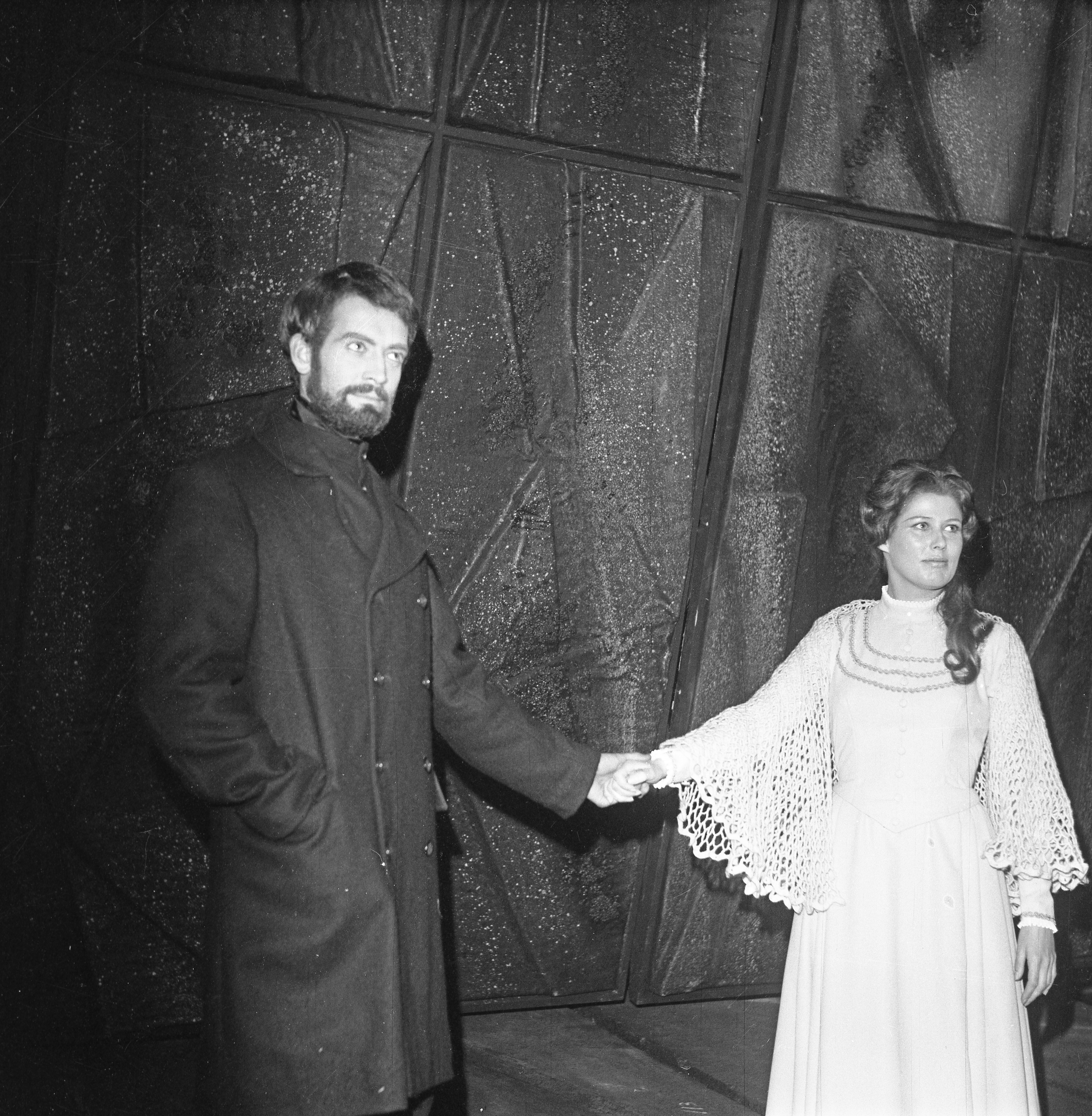
Arne Aas in der Rolle des Brand im Theater Den Nationale Scene in Bergen

Arne Martin Aas (* 7. Juli 1931 in Oslo; † 3. April 2000) war ein norwegischer Schauspieler und Regisseur, der für Theater, Film und Fernsehen arbeitete.

## Theater
Aas debütierte 1957 als Student an Trøndelag Teater in Strindbergs Erik XIV.  Seit 1963 arbeitete er an diesem Theater und leitete ab 1963 anschließend auch verschiedene Projekte.  In Trøndelag Teater trat er unter anderem in den Bühnenstücken Se deg om i vrede, Was ihr wollt von William Shakespeare auf und spielte die Hauptrolle in dem Drama  Brand von Henrik Ibsen. Aas wirkte von 1966 bis 1970 und 1973 bis 1975 beim norwegischen Fjernsynsteatret (Fernsehtheater) vom NRK, wo er die Rolle des Hans Nilsen Fennefoss in der  Serie Skipper Worse spielte. Aas war längere Zeit auch am Oslo Nye Teater tätig. Dort wirkte er in verschiedenen Komödien mit. Seinen bekanntesten Auftritt hatte er in der Inszenierung des Theaterstückes Dagen vender. In der Zeit von 1970 bis 1973 war er Theaterleiter des Trøndelag Teater und von 1978 bis 1983 Theaterregisseur für das Freiluft-Theaterstück Spelet om Heilag Olav (Olaf der Heilige) in dem Ort Stiklestad der Kommune Nord-Trøndelag. Für seine Inszenierung wurde er 1980 mit den Stiklestad-prisen ausgezeichnet.
In den letzten Jahren vor seinem Tod hatte er noch mehrere Gastauftritte im Nordland Teater.

## Film und Fernsehen
Aas hatte sein Filmdebüt 1964 in dem Film Alle tiders kupp. Danach wirkte er in verschiedenen Rollen bei einer ganzen Reihe von vielen norwegische Filmen in den der 1960er  und 1970er Jahren mit. Seine bekanntesten Auftritte hatte er 1968 in den Film Smuglere, 1970 in der Kriminalkomödie Skulle det dukke opp flere lik er det bare å ringe und 1979 in dem Drama Rallarblod. Aas wurde in Norwegen auch bekannt für seine Beteiligung bei den Neuverfilmungen der ursprünglichen dänischen Olsenbande. Er spielte in der norwegischen Olsenbande-Filmreihe, bei zwei Filmen mit, einmal in der Rolle des Fahrlehrers Larsen sowie einmal den Finanzmakler Brock-Larsen.
Im Fernsehen hatte Aas ebenfalls eine Reihe von Auftritten, so 1968 in der Miniserie Skipper Worse und in der Fernsehserie Fleksnes zusammen mit Rolv Wesenlund. In der Serie Fleksnes hatte er seinen bekanntesten Auftritt in der Rolle als Trinkbruder Rødhette, 1981 in der klassischen Episode Rotbløyte und 1974 als hysterischer Arzt in der Episode Det går alltid et tog. Arne Aas hatte 1998 seine letzte Rolle im Fernsehen in dem Kurzfilm Operasjon Popcorn.

## Filmografie

### Film
- 1964: Pappa tar gull
- 1964: Alle tiders kupp
- 1965: To på topp
- 1965: Vaktpostene
- 1967: Musikanter
- 1968: Bare et liv - Historien om Fridtjof Nansen
- 1968: Smuglere
- 1969: Himmel og helvete
- 1970:  Exit (Forbryderisk elskov)
- 1970: Skulle det dukke opp flere lik er det bare å ringe
- 1970: Die Deutschlandreise
- 1971: 3
- 1973: Kanarifuglen
- 1974: Under en steinhimmel
- 1974: Bobbys Krieg (Bobbys krig)
- 1975: Min Marion
- 1976: Oss
- 1978: Olsenbanden + Data Harry sprenger verdensbanken
- 1979: Kronprinsen
- 1979: Rallarblod
- 1979: Olsenbanden og Dynamitt-Harry mot nye høyder

### Fernsehen
- 1968 Det lykkelige valg (Fernsehtheater)
- 1968 Lille Eyolf (Engineer Borgheim) (Fernsehtheater)
- 1968 Skipper Worse (Hans Nilsen Fennefos) (Fernsehserie und Fernsehtheater)
- 1970 Kjemp for alt hva du har kjært (Fernsehtheater)
- 1974 Fleksnes – Det går alltid et tog (Fernsehserie)
- 1982: Fleksnes – Rotbløyte (Fernsehserie)
- 1983: Spionageschiff (Spyship)
- 1988: Fleksnes – Her har jeg mitt liv (Fernsehserie)
- 1992: Dødelig kjemi (Fernsehserie)
- 1993: Morsarvet (Fernsehserie)
- 1984: Et personlig standpunkt
- 1998: Operasjon popcorn (Kurzfilm)